# Nedanovce
Nedanovce (Hongaars: Nadány) is een Slowaakse gemeente in de regio Trenčín, en maakt deel uit van het district Partizánske.
Nedanovce telt 637 inwoners.